# 让德利兹
让德利兹（法語：Jeandelize，法語發音：[ʒɑ̃dliz]）是法国默尔特-摩泽尔省的一个市镇，属于布里埃区。

## 地理
让德利兹（49°9'46"N, 5°47'21"E）面积6.75 平方千米，位于法国大東部大區默尔特-摩泽尔省，该省份为法国东北部内陆省份，是洛林的一部分，北邻比利时、卢森堡，北起顺时针与摩泽尔省、下莱茵省、孚日省和默兹省接壤。
与让德利兹接壤的市镇（或旧市镇、城区）包括：邦库尔、奥莱、皮克斯、蒂姆雷维尔。

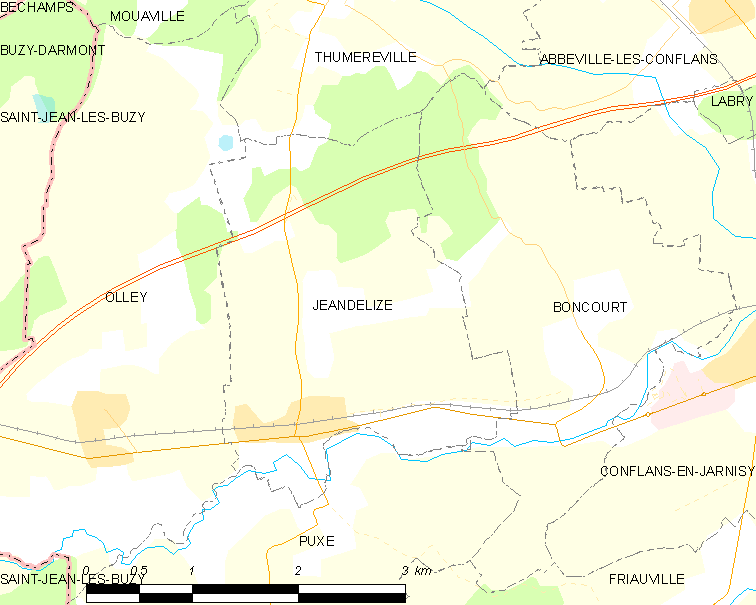
让德利兹的OSM定位图

让德利兹的时区为UTC+01:00、UTC+02:00（夏令时）。

## 行政
让德利兹的邮政编码为54800，INSEE市镇编码为54277。

## 政治
让德利兹所属的省级选区为雅尼县。

## 人口

1962-2008年间让德利兹人口变化图示

让德利兹于2022年1月1日时的人口数量为369人。